# Marie-Angélique Lacordelle
Marie-Angélique Lacordelle (sinh ngày 19 tháng 1 năm 1987) là một vận động viên chạy nước rút người Pháp chuyên về 400 mét.
Cô sinh ra ở Cayenne, Guiana thuộc Pháp. Cô đã lọt vào bán kết trong sự kiện cá nhân của mình tại Giải vô địch thế giới thiếu niên năm 2006, và trong cuộc thi tiếp sức 4 x 400 mét, cô đã thi đấu tại Giải vô địch thế giới 2007 mà không lọt vào trận chung kết.
Thời gian tốt nhất cá nhân của cô là 23,94 giây trong 200 mét, đạt được vào tháng 7 năm 2006 tại Mannheim; và 52,59 giây trong 400 mét, đạt được vào tháng 8 năm 2007 tại Niort.

## Thành tích
| Năm                          | Giải đấu                     | Địa điểm                     | Thứ hạng                     | Nội dung                     | Chú thích                    |
| Representing / French Guiana | Representing / French Guiana | Representing / French Guiana | Representing / French Guiana | Representing / French Guiana | Representing / French Guiana |
| ---------------------------- | ---------------------------- | ---------------------------- | ---------------------------- | ---------------------------- | ---------------------------- |
| 2005                         | CARIFTA Games (U-20)         | Bacolet, Trinidad và Tobago  | 3rd (h)                      | 200 m                        | 24.77 (-1.6 m/s)             |
| 2005                         | CARIFTA Games (U-20)         | Bacolet, Trinidad và Tobago  | 3rd                          | 400 m                        | 55.20                        |
| 2006                         | CARIFTA Games (U-20)         | Les Abymes, Guadeloupe       | 6th                          | 200 m                        | 24.13 (-0.8 m/s)             |
| 2006                         | CARIFTA Games (U-20)         | Les Abymes, Guadeloupe       | 3rd                          | 400 m                        | 54.22                        |
| Representing Pháp            |                              |                              |                              |                              |                              |
| 2006                         | World Junior Championships   | Bắc Kinh, Trung Quốc         | 14th (sf)                    | 400m                         | 53.82                        |
| 2006                         | World Junior Championships   | Bắc Kinh, Trung Quốc         | 8th (h)                      | 4 × 400 m relay              | 3:39.28                      |
| 2007                         | European U23 Championships   | Debrecen, Hungary            | 9th (h)                      | 400m                         | 53.69                        |
| 2007                         | European U23 Championships   | Debrecen, Hungary            | 2nd                          | 4 × 400 m relay              | 3:30.56                      |
| 2009                         | European U23 Championships   | Kaunas, Litva                | 10th (sf)                    | 400m                         | 54.04                        |
| 2009                         | European U23 Championships   | Kaunas, Litva                | 7th                          | 4 × 400 m relay              | 3:38.06                      |